# Jean Dockx
Jean Dockx (24 de maig de 1941 - 15 de gener de 2002) fou un futbolista belga.

## Selecció de Bèlgica
Va formar part de l'equip belga a la Copa del Món de 1970.